# Zénith de Caen
Résidence
Le Zénith de Caen (également appelé Zénith Caen—Normandie) est une salle de concert, de spectacle et omnisports modulable pouvant accueillir de 900 à 6 990 spectateurs, avec une programmation de variétés, de rock, de chanson, d'humour, de ballets, de comédie et de sport spectacle.
Conçu par les architectes Jacques Millet et Claude Renouf, construit par les Ateliers Paimbœuf et l'entreprise Zanello, il répond à un cahier des charges émis par le Ministère de la Culture avec deux critères principaux : un mode de gestion autonome ainsi qu'un accueil de qualité du public, des artistes et de leurs équipes. 
Il est inauguré le 19 juin 1993 en présence de Jacques Toubon et Jacques Dutronc, le premier artiste à s'y produire lors du concert inaugural devant 7 000 personnes. Pour l'occasion, la direction du Zénith caennais a fait confectionner un cigare géant pour l'offrir le soir du spectacle à la « Vieille canaille » aux lunettes noires,. Le programme inaugural se poursuit jusqu’en juillet 1993 avec des artistes comme Michel Sardou, Johnny Hallyday ou le Blues Brothers Band. Initialement, Serge Langeois, le directeur général historique et emblématique du Zénith de Caen, avait demandé à Michel Berger d’être le parrain de la salle. Malheureusement, le chanteur meurt en août 1992, un an avant l’inauguration. La direction propose alors à France Gall d’être la marraine. La chanteuse accepte et se produit sur la scène normande dès l’ouverture.
La scène du Zénith de Caen mesure 46 mètres. La salle caennaise attire 250 000 spectateurs par an. Elle a accueilli des artistes renommés tels que Leonard Cohen et Eddy Mitchell, ainsi que des représentations scéniques de Grease et du Ballet national de Cuba. Beaucoup d’artistes se servent de la salle pour répéter leurs spectacles. Serge Langeois et son équipe reçois ainsi des centaines d’artistes : Eddy Mitchell, Johnny Hallyday  (venu 17 fois à lui seul, un record !), Barbara, Ray Charles, Elton John et bien d'autres. L’un des moments les plus émouvant de l'histoire du Zénith de Caen est la venue de Leonard Cohen qui a fait traduire toutes ses chansons et les a faites projeter sur un écran géant afin que le public comprenne ses chansons.
La salle de Caen est la sixième réalisation de la franchise « Le Zénith ».

## Artistes qui se sont produits au Zénith de Caen
D'après le site du Zénith de Caen. 

### Artistes francophones
- Âge tendre et tête de bois
- Alain Barrière
- Alain Souchon
- Alan Stivell (La Fête de la Saint-Patrick)
- Aldebert
- Alizée
- Amir
- Angèle
- Art Mengo
- Axel Bauer
- Aya Nakamura
- Barbara
- Ben l'Oncle Soul
- Benabar
- Bernard Lavilliers
- Berry
- Best of 80 !
- Bigflo et Oli
- Black M
- Born in 9O !
- Boulevard des Airs
- Buzy
- Caen chantes-tu ?
- Cali
- Calogero
- Catherine Ringer (Beauregard au Zénith)
- Chantal Goya
- Charles Aznavour
- Chimène Badi
- Christophe
- Christophe Maé
- Christophe Willem
- Clarika
- Clara Luciani
- Claudio Capeo
- Coverqueen + Hygiaphone
- Dadju
- Damien Saez
- Damso
- Daniel Guichard
- Dany Brillant
- Détroit
- Dionysos
- Eddy de Pretto
- Eddy Mitchell
- Éric Serra (avec la projection du Grand Bleu)
- Eva Queen
- Florent Pagny
- Forever Gentlemen avec Garou, Corneille et Roch Voisine
- France Gall
- Fonky Family
- Francis Cabrel
- François Morel
- Frank Michael
- Frédéric François
- Fréro Delavega
- Garou
- Generation 70's (compagnie Didier Taffle)
- Gérald de Palmas
- Goldmen
- Gospel pour 100 voix
- Grand corps malade
- Grégoire
- Hélène Ségara
- Henri Salvador
- Hubert-Félix Thiéfaine
- Hoshi
- Hugues Aufray
- IAM
- Indochine
- Isabelle Boulay
- Jacques Dutronc
- Jain
- Jean-Baptiste Guégan - La Voie de Johnny
- Jean Goujon - Les chemins de la liberté
- Jean-Louis Aubert
- Jean-Jacques Goldman
- Jean-Michel Jarre
- Jenifer
- Jil Caplan
- Johnny Hallyday
- Julien Clerc
- Julien Doré
- Juliette Armanet
- Keen'V
- Kendji Girac
- Kids United
- L5
- L'Héritage Goldman (avec Michael Jones)
- La Grande Sophie
- Lara Fabian
- Laurent Voulzy
- Le cabaret des auteurs (avec Marcel Amont…)
- Le Glenn Ambassadors Big Band [6]
- Le Gros 4
- Les Années 80
- Les Enfoirés
- Les Insus
- Les Prêtres
- Liane Foly
- Lynda Lemay
- Lorie
- Louane
- -M-
- M Pokora
- Mac Tyer
- Magic System
- Maître Gims
- Marc Lavoine
- Matmatah
- MC Solaar
- Mes Souliers Sont Rouges
- Michael Gregorio
- Michel Fugain
- Michel Jonasz
- Michel Polnareff
- Michel Sardou
- Michele Torr
- Mireille Mathieu
- N'oubliez pas les paroles
- Natasha Saint-Pier
- Ninho
- Nolwenn Leroy
- Olivia Ruiz
- Orelsan
- Pascal Obispo
- Patricia Kaas
- Patrick Bruel
- Patrick Fiori
- Patrick Sébastien
- Positive Planet
- Raphael
- Renaud
- RFM Party 80
- Rohff
- RTL Disco Show
- Serge Lama
- Sexion d'assaut
- Shaka Ponk
- Shy'm
- Slimane
- Sol En Cirque
- Soprano
- Stars 80
- Star Academy
- Stromae
- Superbus
- Tal
- Tayc
- Têtes raides
- The Rabeats
- The Voice
- Thomas Dutronc
- Thomas Fersen
- Top 50 - Le Spectacle
- Tragédie
- Tri Yann
- Trois Cafés gourmands
- Trust
- Tryo
- Vald
- Vanessa Paradis
- Véronic Dicaire
- Véronique Sanson
- Vianney
- Vitaa et Slimane
- William Sheller
- Yannick Noah
- Yelle (Beauregard au Zénith)
- Yuksek (Beauregard au Zénith)
- Zaz
- Zazie

### Artistes internationaux
- Abba Mania
- Abborn Generation ABBA
- André Rieu
- Arctic Monkeys
- Ben Harper
- Blues Brothers Band
- Brit Floyd
- Charlie Winston
- Deep Purple
- Elton John
- Forever king of pop show
- Franz Ferdinand
- Goran Bregović
- James Blunt
- Joe Bonamassa
- John Mayall
- Katie Melua
- Lenny Kravitz
- Leonard Cohen
- Letz Zep
- Mick Taylor
- Mika
- Murray Head
- Music of ABBA
- One Night of Queen (en)
- Pink Martini
- Placebo
- Ray Charles
- Rock Legends
- Ron Thal
- Scorpions
- Status Quo
- Sting
- Texas
- The Australian Pink Floyd Show
- The Cranberries
- The Dire Straits Experience
- The Voca People

### Cirque, folklore, musique et danse classique
- Aida
- Aladdin sur glisse
- Alexis Gruss Origines
- Alors, on danse ?
- Amazing ! - École Sophie Berra
- Arts Danse Fusion - École Sophie Berra
- Autour de la guitare
- Ballet Folklorico de Mexico (en)
- Ballet nacional de Cuba
- Ballet national d'Ukraine Virsky
- Bharati
- Carmen danse
- Casse-Noisette
- Celtic Legends
- Celtic Rhythms of Ireland
- Centre Danse Nathalie Durand (Mondeville)
- Circo Acquatico
- Cirkafrika
- De la valse à l'opérette
- De Paris à Broadway avec l'école de danse Sophie Berra (Caen)
- Discordance
- Disney en concert
- École de Danse Sophie Berra (Caen)
- Extra les étoiles du cirque du monde
- Fête de la Bretagne (Tri Yann, Bagad de Lann Bihoué,…)
- Gala Sophie Berra - Mister Tim
- Giselle
- Irish Celtic
- Irish Legends
- L'Empereur de Jade
- L'extraordinaire Noël du Cirque Yann Gruss
- La Belle au bois dormant
- La légende du cirque russe sur glace
- La Nuit de la Bretagne
- La traviata
- Le Ballet National de Pologne
- Le Boléro de Ravel
- Le cirque de Hong-Kong
- Le cirque de Pékin
- Le Lac des cygnes
- Le plus grand cabaret du monde
- Les 40 ans de LCBO
- Les 100 violons tziganes de Budapest
- Les Chœurs et ballets de l'Armée rouge
- Les Chœurs de l'ex-Armée soviétique
- Les Contes d'Hoffmann
- Les étoiles de la danse
- Les grands airs et ballets d'Opéra
- Les grands ballets classiques
- Les plus grands ballets classiques
- Les plus belles danses du monde
- Les valses de Vienne
- Lord of the Dance
- Mario Luraschi
- Mazowsze
- Musique et danses Viennoises
- Operamania
- Pegase & Icare – Les Farfadais & co
- Pinocchio le fabuleux Noël sur glisse
- Quintessence d'Alexis Gruss
- Rock the ballet
- Riverdance The Show
- Show Dance
- Show Nathalie Durand Danse
- Symphonic Mania avec l'Opéra National de Moscou et Gediminas Taranda du Bolchoï
- The Lords of the sound
- The magical music of Harry Potter
- Tous en cour

### Comédies musicales
- 1789 : Les Amants de la Bastille
- Alice au pays du Père Noël
- Autant en emporte le vent
- Cindy Cendrillon 2002
- D.I.S.C.O
- Disney Live ! Les Grands Contes de Fées
- Dora l'exploratrice
- Dirty Dancing
- Flashdance (comédie musicale)
- Franklin et ses amis
- Grease
- Hit Parade
- Je vais t'aimer
- La bande à Mickey
- La bande à Mickey et son Magic Show
- La fabuleuse tournée de Mickey
- La Légende du roi Arthur
- Le livre de la jungle
- Le Père Noël au Pays d'Oz
- La Reine des Neiges
- Le Roi Soleil
- Le Tour du Monde en 80 jours
- Les Années yéyé
- Les Choristes
- Les Misérables
- Les Trois Mousquetaires
- Mamma Mia !
- Miraculous
- Mozart, l'opéra rock
- Noël aux Caraïbes
- Notre-Dame de Paris
- Orphée aux enfers-La Fabrique Opéra
- Oui-Oui
- Oui-Oui et le Grand Carnaval
- Peppa Pig
- Peter Pan, Noël au pays imaginaire
- Résiste
- Robin des Bois
- ROBOT ! de Blanca Li
- Roméo et Juliette
- Salut les copains
- Scooby Doo et les fantômes pirates
- The King The Musical
- Wolfgang A

### Artistes d'humour français
- Alban Ivanov
- Alexandre Astier
- Anne Roumanoff
- Anthony Kavanagh
- Arnaud Ducret
- Baptiste Lecaplain
- Bernard Mabille
- Chantal Ladesou
- Chevallier et Laspalès
- Claudia Tagbo
- Dany Boon
- Élie Semoun
- Élodie Poux
- Éric Antoine
- Florence Foresti
- Franck Dubosc
- Gad Elmaleh
- Guy Bedos
- Kev Adams
- Inès Reg
- Jacques Mailhot
- Jamel Debbouze
- Jarry
- Jean-Marie Bigard
- Jeanfi Janssens
- Jeff Panacloc
- Jérémy Ferrari
- Laurent Gerra
- Les Bodin's
- Les Chevaliers du Fiel
- Les Éternels du Rire
- Les Vamps
- Michèle Laroque et Pierre Palmade
- Michel Leeb
- Michaël Youn
- Muriel Robin
- Nicolas Canteloup
- Norman
- Olivier de Benoist
- Pierre Palmade
- Roland Magdane
- Stéphane Rousseau
- Théâtre des Deux Ânes
- Vamp in The Kitchen

### Théâtre
- Adieu je reste !
- Avanti ! avec Francis Huster et Ingrid Chauvin
- Cher trésor
- Croque-monsieur
- Ils se sont aimés
- L'heureux élu
- La Raison d'Aymé
- Lady Oscar
- Le Clan des divorcées
- Le père Noël est une ordure
- Le tombeur
- Les hommes viennent de Mars, les femmes viennent de Vénus
- Les Monologues du vagin
- Les Stars
- Momo
- Nelson
- Nuit d'ivresse (2002)
- Panique au ministère
- Sans rancune
- Un couple magique !

### Autres
- Dani Lary
- Messmer
- Boxing Show
- Catch américain
- Holiday on Ice
- Le choc des gladiateurs
- European Challenge 1 (boxe)
- galas de boxe
- L'Open de Caen depuis 2011
- Les Gymnasiades
- 70 voix de la Liberté (Région Basse-Normandie)
- Caen Karaoké Challenge
- Cap Latino
- D-Day : Normandie 1944 le 6 juin 2014
- La Fête de la Saint-Patrick
- Le Bal'hoween de Mandarine
- Le Carnaval de Mandarine
- Le repas des anciens
- Les bals de Mandarine
- Les élections de Miss France 2011 et 2022
- Les éditions annuelles des Nuits du Blues
- Tattoo de la Liberté du 7 juin 2014 au 9 juin 2014
- Tendance live en Normandie
- Forum des métiers de la communication
- Le Bazarnaom d’hiver
- Michel Onfray
- Rencontres des Associations
- Université Populaire - Présentation de saisons

## Galerie

Zénith de Caen
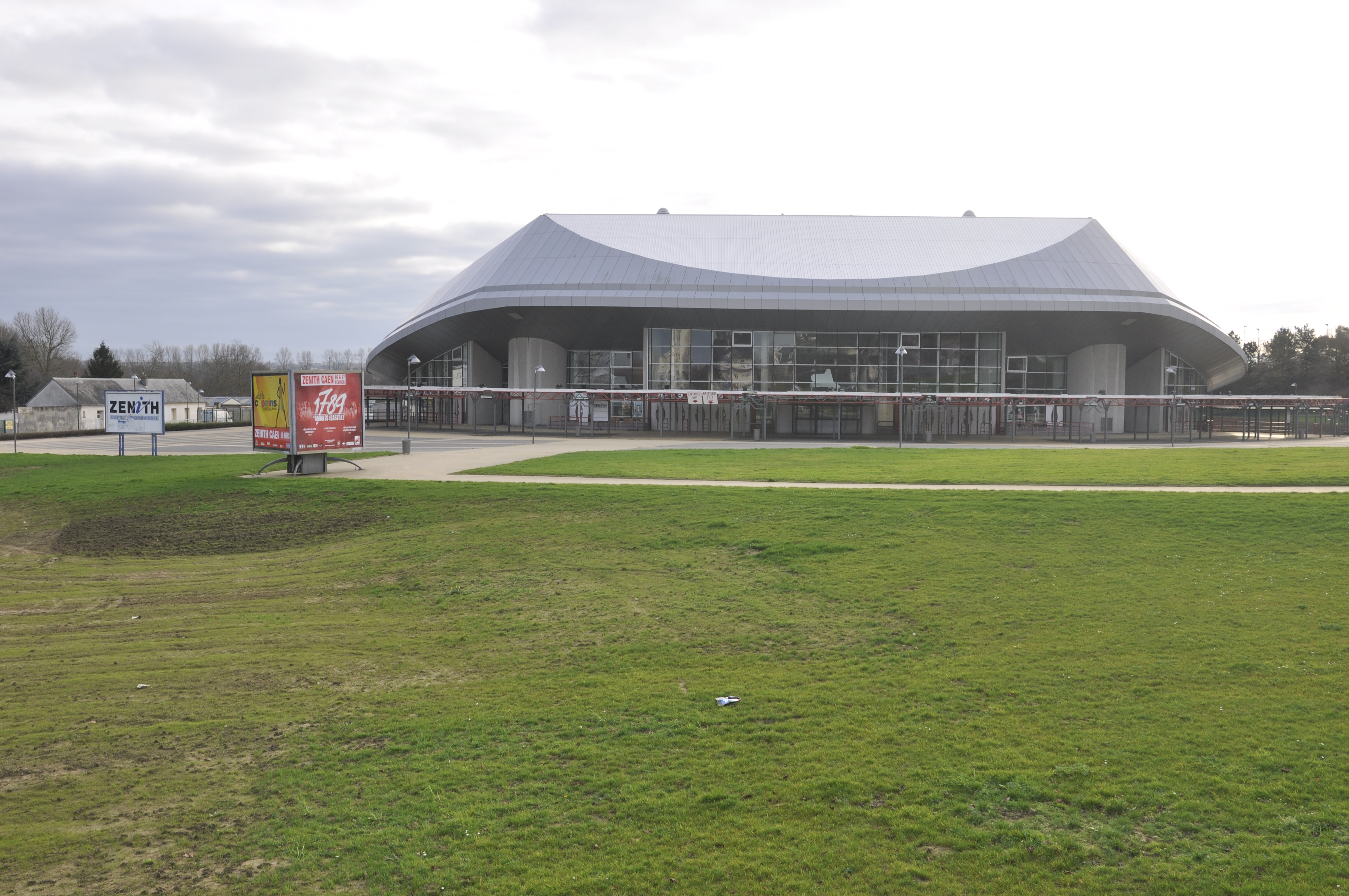
L'esplanade du Zénith de Caen en 2013.
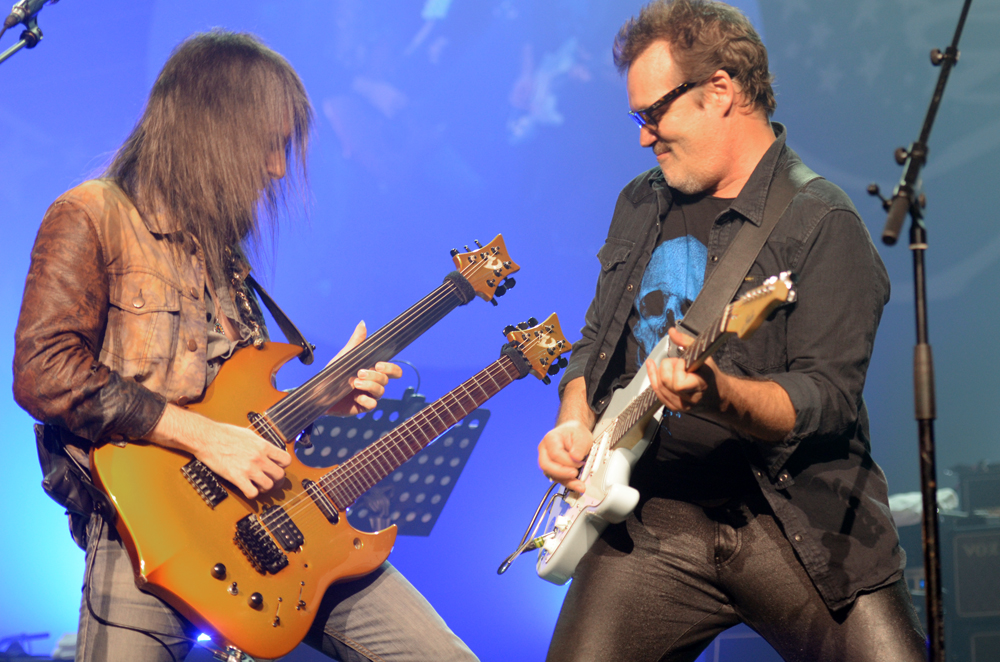
Ron "Bumblefoot" Thal et Axel Bauer au Zénith de Caen, Autour de la guitare Tour 2015.
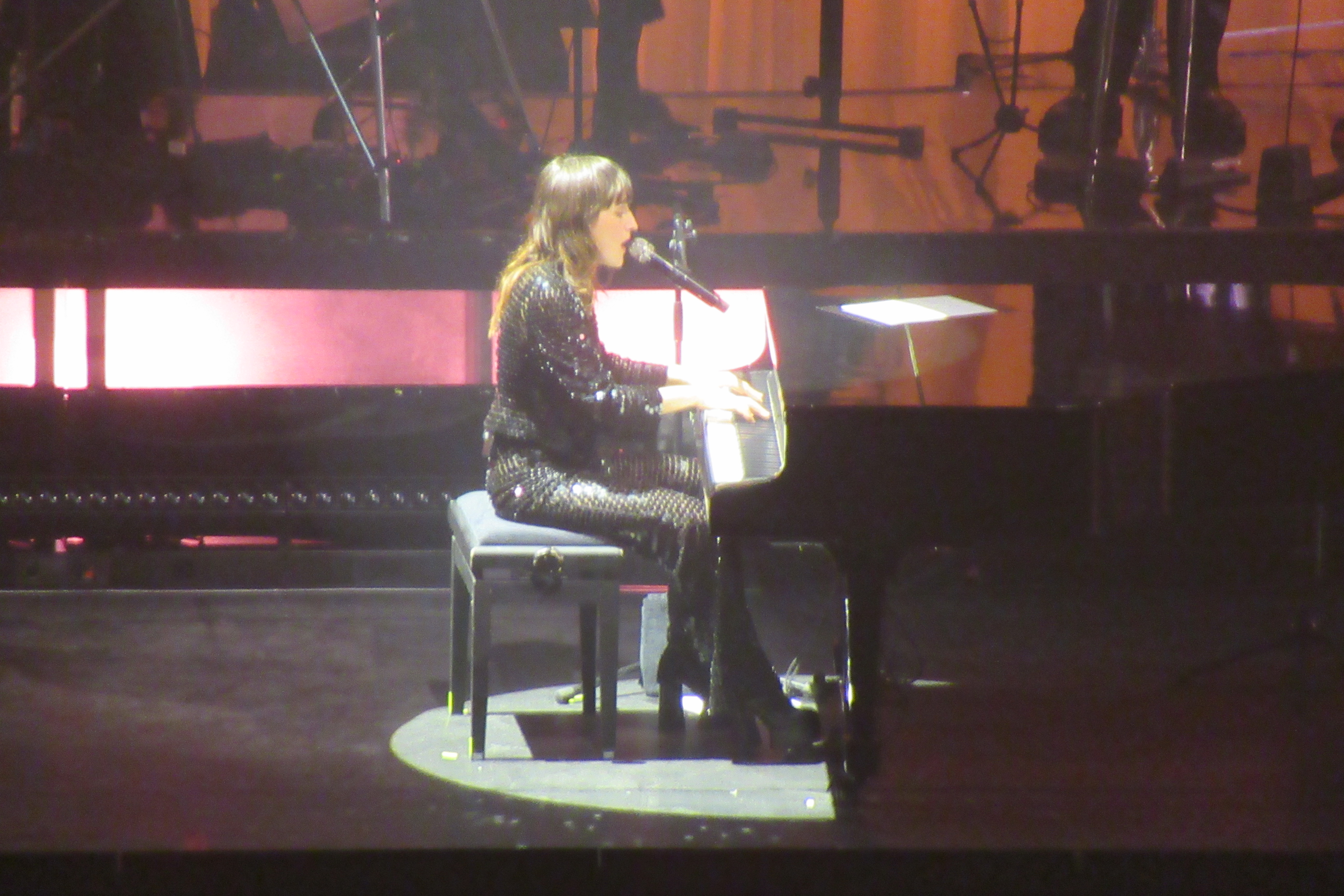
Juliette Armanet au piano, Zénith de Caen, le 10 mars 2023.